# Lincoln Henrique
Lincoln Henrique Oliveira dos Santos (Porto Alegre, 7 november 1998) – voetbalnaam Lincoln – is een Braziliaans voetballer die bij voorkeur als offensieve middenvelder speelt.

## Clubcarrière
Lincoln is afkomstig uit de jeugd van Grêmio. Op 10 mei 2015 debuteerde hij in de Braziliaanse Série A tegen Ponte Preta. Hij mocht in de basiself beginnen en werd na 72 minuten gewisseld voor Everton Soares. Op 4 juni 2015 speelde de linksbenige offensieve middenvelder zijn tweede competitiewedstrijd tegen Corinthians. Hij viel na 77 minuten in voor Yuri Mamute.

## Statistieken
| Seizoen | Club   | Competitie | Wedstrijden | Doelpunten |
| ------- | ------ | ---------- | ----------- | ---------- |
| 2015    | Grêmio | Série A    | 2           | 0          |